# Tomes-Faser

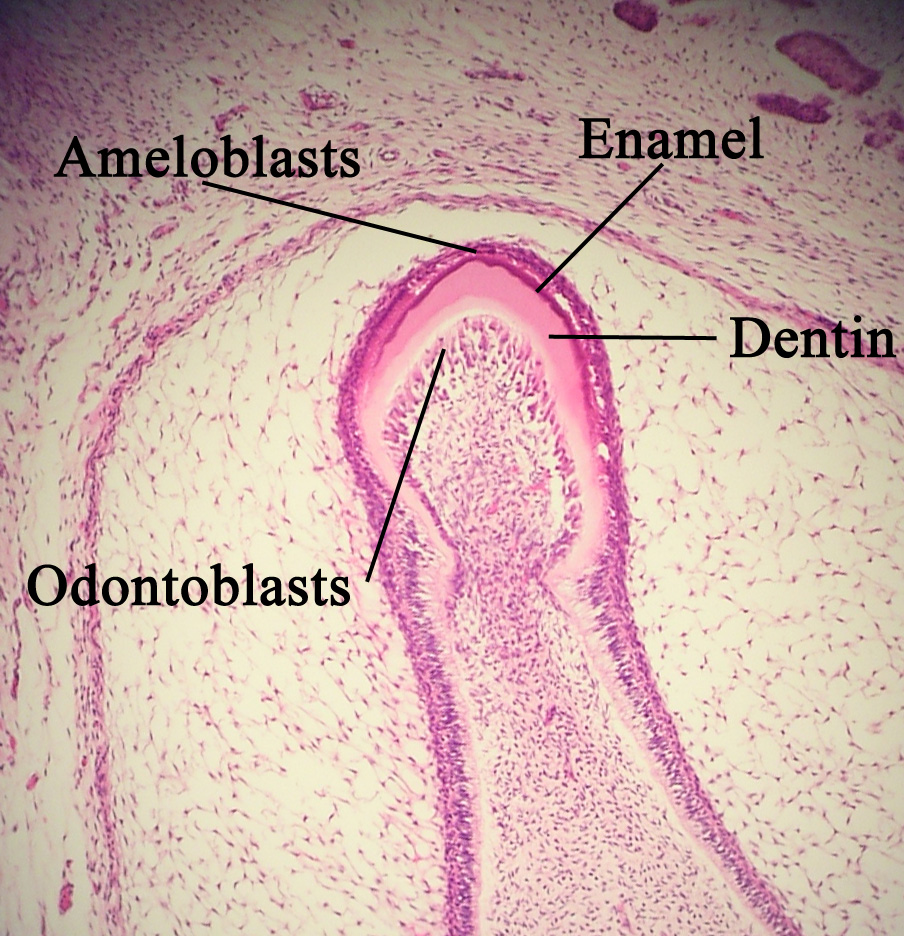
Odontoblasten („Odontoblasts“) und das von ihnen gebildete Dentin, in dem sich die Tomes-Fasern befinden.

Die Tomes-Faser (benannt nach dem englischen Kieferchirurgen John Tomes, 1815–1895) oder Zahnfaser ist der Zellfortsatz eines Odontoblasten (Dentinbildner), der sich in den Dentinkanälchen befindet.
Die Tomes-Fasern beginnen als dünner Zytoplasmafortsatz der Odontoblasten, deren Perikaryon (Zellkörper) sich an der Grenze zur Zahnpulpa befindet. Die Tomes-Fasern reichen bis an die Dentin-Schmelz-Grenze und kontaktieren dort die Membrana praeformativa. Mit den Fasern ziehen marklose Nervenfasern mit, welche kariös bedingte  Zahnschmerzen bewirken. Man ist damit von der früheren Annahme abgerückt, dass dafür weitergeleitete Flüssigkeitsbewegungen in den Dentinkanälchen verantwortlich seien.
Die Tomes-Fasern sind nicht zu verwechseln mit den Tomes-Fortsätzen der Adamantoblasten.